# Rapid River (biflöde till Churchill River)
Rapid River är ett vattendrag i Kanada.   Det ligger i provinsen Saskatchewan, i den centrala delen av landet, 2 300 km väster om huvudstaden Ottawa. Rapid River ligger vid sjön Iskwatikan Lake.
Trakten runt Rapid River är nära nog obefolkad, med mindre än två invånare per kvadratkilometer.